# Anna Cruus
Anna Cruus af Gudhem, född 1654, död 19 juni 1692, var en svensk grevinna och hovmästarinna.

## Biografi
Anna Cruus föddes 1654 och döptes 17 september samma år i Stockholm. Hon var dotter till översten friherre Lars Cruus af Gudhem och grevinnan Agneta Horn af Björneborg. Den 10 december 1687 upphöjdes Cruus och barnen till grevligt stånd Fleming och introducerades i Sveriges Riddarhus 1689 som nummer 26. Cruus blev 1688 hovmästarinna hos drottningen Ulrika Eleonora den äldre. Hon avled 1692 och begravdes 4 december samma år i Björklinge kyrka.

### Familj
Cruus gifte sig 10 januari 1675 med friherre Claes Fleming af Liebelitz. De fick tillsammans barnen hovfröken Christina Fleming (1675–1703), kammarherren Herman Fleming (1676–1729), Agneta Fleming (född 1676), fänriken Lars Fleming (1678–1702), kaptenen Claes Gustaf Fleming (1679–1708), Ulrika Leonora Fleming (1680–1683), Anna Fleming (1682–1737), Ulrika Fleming (född 1683) och Carl Fleming (1684–1685).